# Mieczysław Dobrzyński

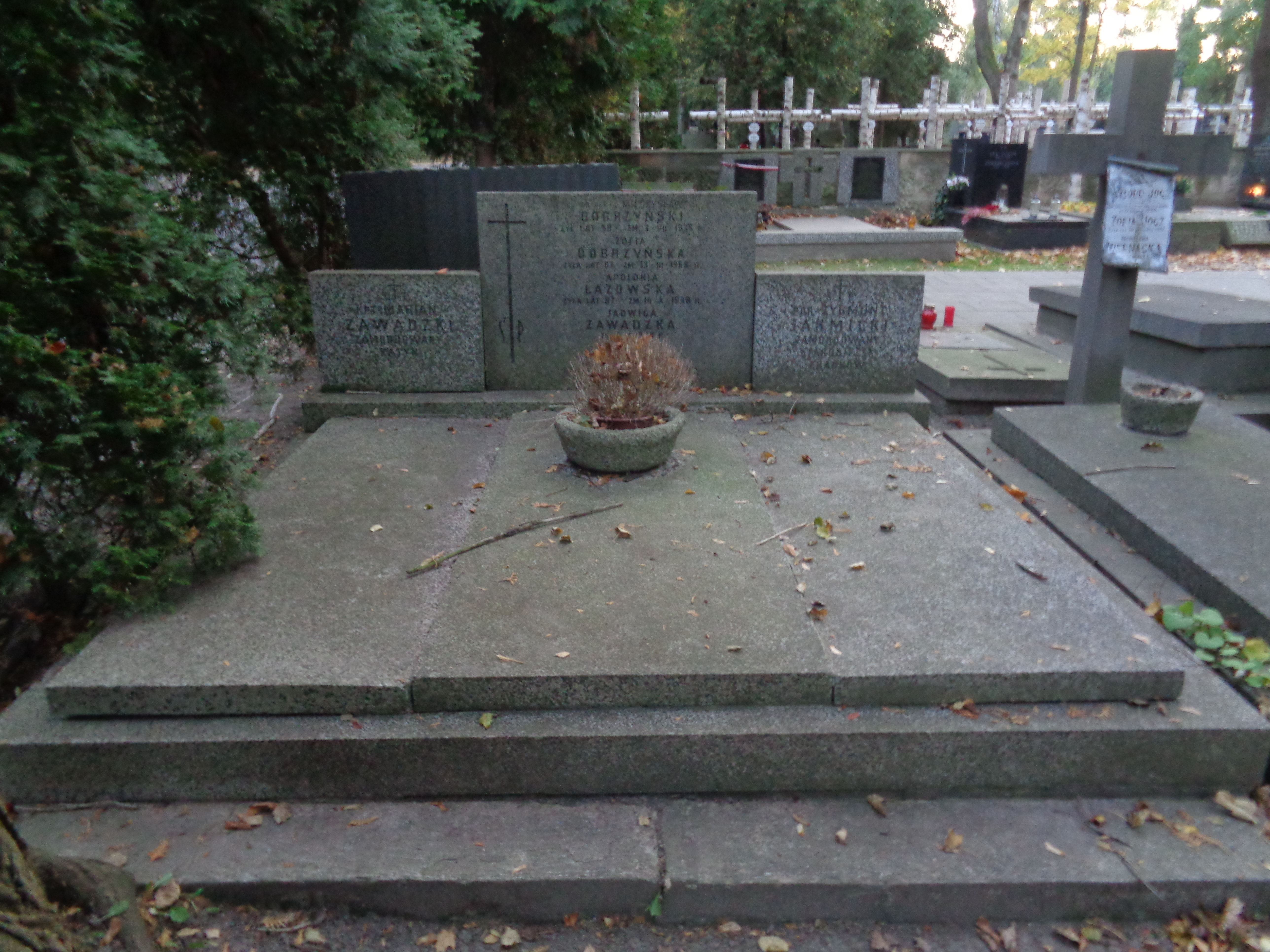
Grób Mieczysława Dobrzyńskiego na Cmentarzu Wojskowym na Powązkach

Mieczysław Dobrzyński (ur. 19 lub 20 listopada 1875, zm. 3 lipca 1935) – pułkownik lekarz Wojska Polskiego.

## Życiorys
Urodził się 19 lub 20 listopada 1875. Został lekarzem, uzyskał stopień doktora.
Podczas I wojny światowej pełnił funkcję naczelnego lekarza etapów I Korpusu Polskiego w Rosji w Bobrujsku.
Po odzyskaniu przez Polskę niepodległości został przyjęty do Wojska Polskiego. Został awansowany na stopień pułkownika lekarza ze starszeństwem z dniem 1 czerwca 1919. Pełnił stanowiska szefa Sanitarnego Rejonu Warszawskiego, szefa Sanitarnego Garnizonu Warszawskiego, szefa Aprowizacji Sanitarnej Wojska Polskiego. Jako oficer nadetatowy 1 batalionu sanitarnego w 1923 był kierownikiem Rejonu Sanitarnego Baranowicze. Od 1924 był emerytowanym pułkownikiem zamieszkującym w Warszawie. W 1934 jako oficer przeniesiony w stan spoczynku był przydzielony do kadry zapasowej 1 Szpitala Okręgowego w Warszawie.
W pracy cywilnej był lekarzem ambulatorium Szpitala Przemienienia Pańskiego w Warszawie oraz Ubezpieczalni Społecznej. Zamieszkiwał przy ul. ks. Skorupki 7 w Warszawie. Był żonaty.
Zmarł 3 lipca 1935 w wieku 59 lat. Został pochowany na Cmentarzu Wojskowym na Powązkach w Warszawie 5 lipca 1935 (kwatera 18A-7-1/2).

## Ordery i odznaczenie
- Krzyż Walecznych – dwukrotnie[4]
- Medal Zwycięstwa („Médaille Interalliée”) – 1925[9]